# 十九面體
在幾何學中，十九面體是指有19個面的多面體，在十九面體當中沒有任何一個形狀是正多面體，換言之即正十九面體並不存在，但仍有許多由正多邊形組成的十九面體，例如正十七角柱，與之拓樸結構類似的十九面體曾被用於在形狀穩定性的證明。
常見的十九面體是十七角柱和十八角錐，也有一些化學結構是十九面體，例如有一種十二個頂點的分子構型，由其在幾何上由十八個三角形和一個四邊形組成。此外要構成十九面體至少要有12個頂點。

## 常見的十九面體
常見的十九面體包含了一些錐體、柱體和一些由錐體與柱體組合並包含19個面形狀，亦有一些拓樸結構明顯與錐體、柱體不同的十九面體，例如空間填充十三面體的對偶多面體。

### 十八角錐

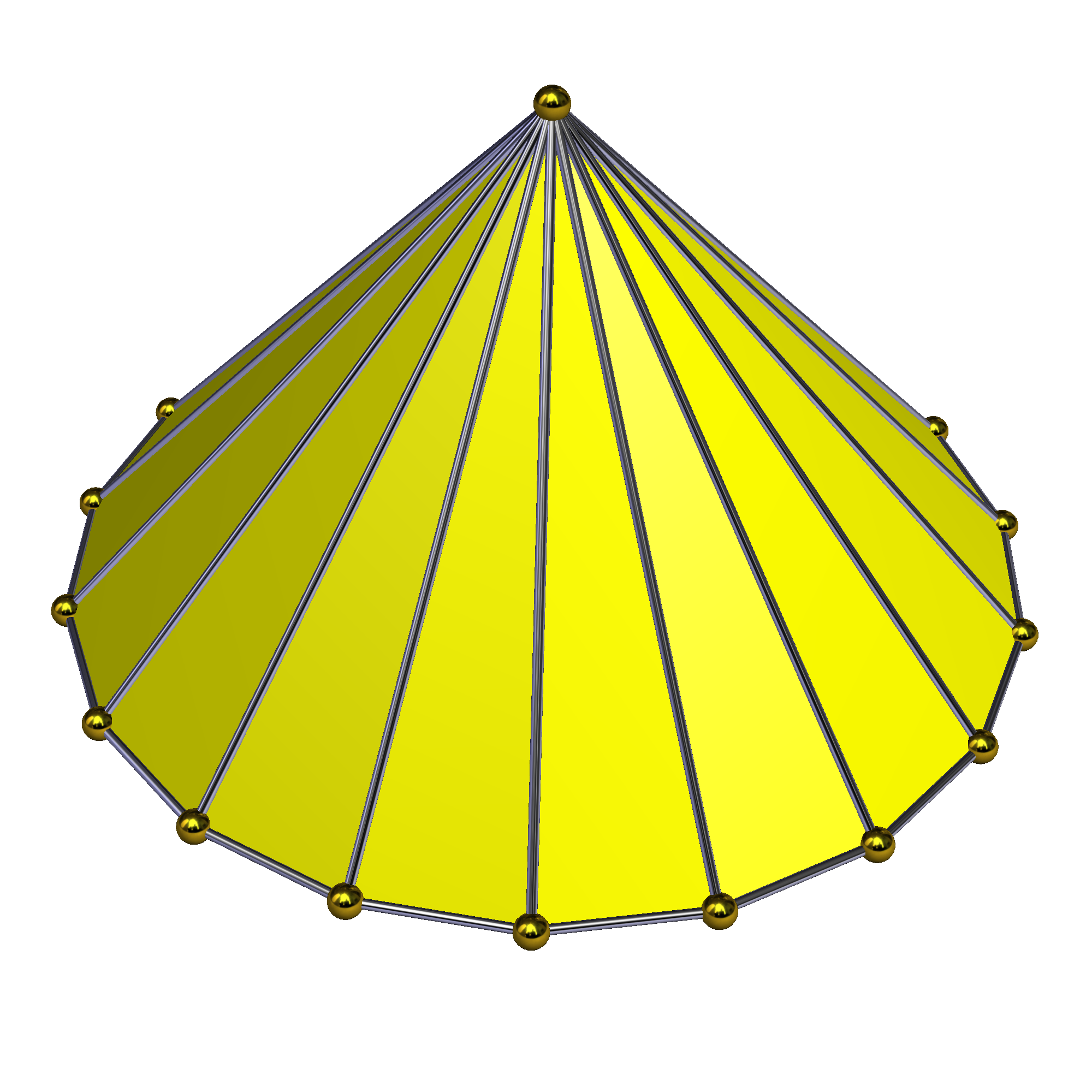
十八角錐

十八角錐是一種底面為十八邊形的錐體，是十九面體的一種，其具有19個面、36條邊和19個頂點，其對偶多面體是自己本身。正十八角錐是一種底面為正十八邊形的十八角錐，在施萊夫利符號中可以用{}∨{18}來表示。底邊長為{\displaystyle s}、高為{\displaystyle h}的正十八角錐體積{\displaystyle V}和表面積{\displaystyle S}為：
{\displaystyle V={\frac {3hs^{2}\cot {\frac {\pi }{18}}}{2}}\approx 8.50692hs^{2}}
{\displaystyle S={\frac {9s\left({\sqrt {4h^{2}+s^{2}\cot ^{2}{\frac {\pi }{18}}}}+s\cot {\frac {\pi }{18}}\right)}{2}}\approx 4.5s\left({\sqrt {4h^{2}+32.1634s^{2}}}+5.67128s\right)}

### 十七角柱

十七角柱

十七角柱是一種底面為十七邊形的柱體，是十九面體的一種，由19個面51條邊和34個頂點組成。正十七角柱代表每個面都是正多邊形的十七角柱，其每個頂點都是2個正方形和1個十七邊形的公共頂點，頂點圖以{\displaystyle 4{.}4{.}17}表示，因此具有每個角等角的性質（點可遞），可以歸類為半正十九面體，不過他跟其他較接近球形的半正多面體相比之下變得比較扁一些。
正十七角柱在施萊夫利符號中可以用{17}×{}或t{2,17}來表示，在考克斯特符號中可以用來表示，在威佐夫符號中可以利用2 17 | 2來表示，在康威多面體表示法中可以利用P17來表示。底邊長為{\displaystyle s}、高為{\displaystyle h}的正十七角柱體積{\displaystyle V}和表面積{\displaystyle S}為：
{\displaystyle V={\frac {17hs^{2}\cot {\frac {\pi }{17}}}{4}}\approx 22.7355hs^{2}}
{\displaystyle S=17s\left(h+{\frac {s\cot {\frac {\pi }{17}}}{2}}\right)\approx 17s\left(h+2.67476s\right)}

### 九角錐柱
九角錐柱是指底面為九邊形的角錐柱，由19個面、32條邊和19個頂點組成，是一種十九面體。其對偶多面體為九角錐台錐，由於拓樸結構與九角錐柱相同，因此有時會被視作自身對偶多面體。

### 九角錐台錐
九角錐台錐是指由九角錐台和九角錐組合成的多面體，其有兩種形式：一種是九角錐疊在九角錐台較小的九邊形面、另一種是九角錐疊在九角錐台較大的九邊形面。後者可以視為只截去一個頂點的雙九角錐。
九角錐台錐的拓樸結構與九角錐柱相同，因為九角錐柱可以藉由縮放其九邊形面使圖形變形成九角錐台錐。

### 十七角錐台
十七角錐台一種底面為時七邊形的錐台，可以視為切去一個頂點的十七角錐。通常其兩個底面形狀會有差異或者相似，而兩個底面都全等的十七角錐台與十七角柱無異，因此十七角錐台的拓樸結構與十七角柱相同，因為十七角柱可以藉由縮放其十七邊形面使圖形變形成十七角錐台。

### 六角錐反角柱
六角錐反角柱是指底面為六邊形的角錐反角柱，可以視為一個六角錐與一個反六角柱底面對底面的組合。
六角錐反角柱不是一個詹森多面體，因為當其所有面都是正多邊形時，其中六個正三角形將會共面，而導致圖形退化成反六角柱。
相同的情形也出現在雙六角錐反角柱上，必須要將部分正多邊形面拉長或扭曲才能構成多面體，導致其無法以所有面皆為正多邊形的形式存在，因此這些多面體可以被歸類為擬詹森多面體。

### 對偶多面體為十九面體的多面體
有些多面體具有19個頂點，因此其對偶多面體為十九面體。例如空間填充十三面體具有19個頂點，因此其對偶多面體是一個十九面體。

#### 空間填充十三面體的對偶多面體

空間填充十三面體的對偶多面體

空間填充十三面體的對偶多面體是一種19面體，其可以視為一種經過扭稜變換的結果，其對應的原像與半立方體類似，但又不相同，其對應的原像有面積為零的退化面。
這個多面體一共有19個面、30條邊和13個頂點，其面由16個三角形和3個梯形所組成。其對偶多面體可以獨立填滿整個三維空間。

### 十九面體列表
| 名稱                          | 種類         | 圖像 | 符號                | 頂點 | 邊 | 面 | χ | 面的種類                           | 對稱性                            | 展開圖 |
| ----------------------------- | ------------ | ---- | ------------------- | ---- | -- | -- | - | ---------------------------------- | --------------------------------- | ------ |
| 十七角柱                      | 稜柱體       |      | t{2,17} · {17}x{} · | 34   | 51 | 19 | 2 | 2個十七邊形 17個矩形               | D17h, [17,2], (*17 2 2), order 68 |        |
| 十八角錐                      | 稜錐體       |      | ( )∨{18}            | 19   | 36 | 19 | 2 | 1個十八邊形 18個三角形             | C18v, [18], (*18 18)              |        |
| 九角錐柱                      | 角錐柱       |      | P9+Y9               | 19   | 36 | 19 | 2 | 9個三角形 9個正方形 1個九邊形      | C9v, [9], (*99)                   |        |
| 九角錐台錐                    | 截角雙錐     |      |                     | 19   | 36 | 19 | 2 | 1個九邊形 9個梯形 9個三角形        | C9v, [9], (*99)                   |        |
| 十七角錐台                    | 錐台         |      |                     | 34   | 51 | 19 | 2 | 2個十七邊形 17個梯形               | D17h, [17,2], (*17 2 2), order 68 |        |
| 六角錐反角柱                  | 角錐反角柱   |      |                     | 13   | 30 | 19 | 2 | 1個六邊形 18個三角形               | C6v, [6], (*66)                   |        |
| 六角化六角帳塔                | 帳塔錐       |      |                     | 19   | 36 | 19 | 2 | 12個三角形 6個矩形 1個12邊形       | C6v, [6], (*66)                   |        |
| 空間填充十三面體 的對偶多面體 | 扭稜半立方體 |      |                     | 13   | 30 | 19 | 2 | 16個三角形 3個梯形                 |                                   |        |
| 側錐十四角柱                  |              |      | A14+Y4              |      |    | 19 |   | 4個正三角形 13個正方形 2個十四邊形 | C2v                               |        |
| 二側錐十一角柱                |              |      | P11+2Y4             |      |    | 19 |   | 8個正三角形 9個正方形 2個十一邊形  | C2v                               |        |